# Naga People’s Front

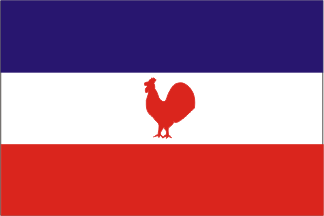
Parteifahne der Naga Peoples’s Front

Die Naga People’s Front („Naga-Volksfront“, NPF), ehemals Nagaland People’s Front, ist eine Regionalpartei in den nordöstlichen indischen Bundesstaaten Nagaland und Manipur.

## Politische Ziele
Die Naga People’s Front versteht sich als Vertreterin der Interessen des Volks der Naga, das im Bundesstaat Nagaland und Teilen Manipurs siedelt. Das Motto der Partei ist fide, non armis (lateinisch „durch Überzeugung, nicht durch Waffengewalt“) und dementsprechend will die Partei erklärtermaßen ihre Ziele auf einem gewaltlosen Weg erreichen und lehnt politische Gewalt ab. Sie bekennt sich ausdrücklich zur indischen Verfassung sowie zu den „Prinzipien des Sozialismus, Säkularismus und Demokratie und zur Einheit Indiens“. Ziel der Partei ist der Erhalt der traditionellen Kultur der Naga im Rahmen eines indischen Bundesstaates, der alle zusammenhängend von Naga besiedelten Gebiete umfassen soll. Alle in Nagaland herkömmlich ansässigen Ethnien („… who are indigenous inhabitants of the State …“) sollen gleichberechtigt sein.
Die Partei verpflichtet sich zum Kampf gegen Korruption und für eine wirtschaftliche Entwicklung insbesondere des ländlichen Raums in Nagaland. Nach dem Parteiprogramm von 2002 konnten nur die Bewohner Nagalands Parteimitglied werden.

## Parteigeschichte
Die Partei entstand im Oktober 2002 aus dem Nagaland People’s Council (NPC). Dem NPC war im Jahr 1998 der Status als politische Partei entzogen worden, nachdem der NPC die Wahlen zur Lok Sabha im Jahr 1998 boykottiert hatte. Am 22. März 2004 löste sich die kleinere, 1999 gegründete Nagaland Democratic Party auf und vereinigte sich mit der NPF.
Nachdem die NPF ursprünglich ihre Aktivitäten auf Nagaland beschränkt hatte, hat sie seit einigen Jahren ihren Aktionsradius auch auf die Naga-Gebiete im benachbarten Bundesstaat Manipur ausgedehnt. Um diesen Anspruch deutlich zu machen, benannte sich die Partei 2009 von Nagaland People’s Front in Naga People’s Front um. Am 28. Mai 2011 wurde ein Ableger der NPF in Manipur gegründet. Bei den Wahlen zum Parlament von Manipur im Januar 2012 gewann die NPF 4 Parlamentssitze. Im September 2012 wurde die NPF durch die Wahlkommission Indiens (Election Commission of India) als ‚bundesstaatliche Partei‘ auch in Manipur anerkannt.
Seit 2003 stellte die NPF in einer Koalition mit der Bharatiya Janata Party (BJP) die Regierung von Nagaland und Mitglied der Parteienkoalition der National Democratic Alliance. Das hinderte sie jedoch nicht daran, bei der indischen Präsidentschaftswahl am 19. Juli 2012 nicht den Kandidaten der BJP, sondern den Kandidaten der United Progressive Alliance (UPA) Pranab Mukherjee zu unterstützen, der dann auch die Wahl gewann.
Bei den Wahlen zum gesamtindischen Parlament im Jahr 2009 gewann die NPF den einen Parlamentssitz, der Nagaland in der Lok Sabha zusteht. 

### Führungsstreitigkeiten nach 2014
Bei der gesamtindischen Parlamentswahl 2014 wurde der NPF-Vorsitzende Neiphiu Rio als Abgeordneter in die Lok Sabha gewählt. Er gab deswegen sein bisheriges Amt als Chief Minister an seinen Parteikollegen T. R. Zeliang ab. Rio hatte sich wohl Hoffnungen auf ein Ministeramt in der neuen Regierung unter Narendra Modi gemacht. Diese Erwartungen erfüllten sich jedoch nicht und Rio machte Anstalten, wieder aus Delhi nach Nagaland zurückzukehren. Zeliang war jedoch nicht bereit, sein Amt als Chief Minister wieder abzugeben. Am 19. Juli 2017 musste Zeliang aufgrund heftiger Streitigkeiten um die Einführung einer Frauenquote bei Wahlen in Nagaland als Chief Minister zurücktreten. Nachfolger als Chief Minister wurde sein schon 81-jähriger Parteikollege Shurhozelie Liezietsu. Zeliang sammelte daraufhin wenig später seine Anhänger und konnte eine Mehrheit der Abgeordneten im Parlament von Nagaland hinter sich vereinen, so dass er ab dem 19. Juli 2017 wieder als Chief Minister amtierte. Angesichts der Turbulenzen gründeten unzufriedene NPF-Anhänger, die dem früheren Chief Minister Neiphiu Rio nahestanden, im Mai 2017 eine neue Partei unter dem Namen Democratic Progressive Party (später Nationalist Democratic Progressive Party, NDPP). Um ein politisches comeback des immer noch in Delhi weilenden Rio zu verhindern, legten Zeliang und Liezietsu ihre Streitigkeiten bei. Rio verließ erwartungsgemäß die NPF und wurde Spitzenkandidat der NDPP bei der Parlamentswahl in Nagaland am 27. Februar 2018. Bei dieser Wahl verlor die NPF ihre bisherige absolute Mandatsmehrheit und Neiphiu Rio bildete als neuer Chief Minister eine Koalitionsregierung mit der BJP und weiteren Parteien. Seither befindet sich die NPF im Parlament von Nagaland in der Opposition. Auch das Lok Sabha-Mandat ging bei der Nachwahl 2018 an die NDPP verloren, die es bei der gesamtindischen Wahl 2019 behaupten konnte. Dafür gewann die NPF bei dieser Wahl erstmals ein Wahlkreismandat im Nachbarstaat Manipur.
Aus Verärgerung über die Unterstützung der NDPP-Regierung durch die BJP entschied sich die NPF am 18. Mai 2019, ihre seit 2017 bestehende Koalition mit der BJP in Manipur zu beenden.